# 1871 en chimie
Cet article présente les faits marquants de l'année 1871 en chimie.

## Évènements
- Felix Hoppe-Seyler donne une première explication biochimique des porphyries[1].
- Heinrich Caro réalise la synthèse de l'éosine[2].

## Publications
- James Clerk Maxwell : Theory of heat. L'auteur donne les lois de variation de la viscosité avec la température et esquisse la possibilité d'une description continue de l'état fluide à l'état solide par un concept de viscosité généralisée. Il rend publique l'expérience de pensée connue sous le nom de démon de Maxwell.

## Naissances
- 20 janvier[3] : James Flack Norris (mort en 1940), chimiste américain.
- 6 mai[4] : Victor Grignard (mort en 1935), chimiste français, prix Nobel de chimie en 1912[5].
- 23 mai[6] : Nikodem Caro (mort en 1935), industriel et chimiste allemand.
- 19 août[7] : Paul Nicolardot (mort en 1945), chimiste français.
- 30 août[8] : Ernest Rutherford (mort en 1937), physicien et chimiste britannique prix Nobel de chimie en 1908[9],[10].
- 19 septembre[11] : Marcel Delépine (mort en 1965), chimiste et pharmacien français.

- 12 décembre[12] : Otto Ruff (mort en 1939), chimiste allemand.
- 19 décembre : Tadeusz Estreicher (mort en 1952), chimiste, historien et chercheur  en cryogénie polonais.

## Décès
- 7 avril[13] : Jean-Baptiste Guimet (né en 1795), chimiste, industriel et inventeur français.
- 12 mai[14] : Anselme Payen (né en 1795), chimiste français.
- 8 juin[15] : Carl Julius Fritzsche (né en 1808), pharmacien et chimiste allemand, membre de l'Académie des sciences de Saint-Pétersbourg[16].
- 27 juin : Anna Sundström (née en 1785),  chimiste suédoise considérée comme étant la première femme chimiste de Suède[17].